# Astracantha darmikii
Astracantha darmikii là một loài thực vật có hoa trong họ Đậu. Loài này được (Mout.) Podl. miêu tả khoa học đầu tiên năm 1983.